# Rosario Cota
Rosario Enrique Cota Carrasco (Hermosillo, Sonora, México, 12 de septiembre de 1995) es un futbolista profesional mexicano que se desempeña como mediocampista defensivo. Actualmente juega en Mineros de Zacatecas de la Liga de Expansión MX.

## Trayectoria

### Cruz Azul
Rosario Cota ingresa a las Fuerzas Básicas de Cruz Azul en la categoría Sub-17 en julio de 2011. Para 2013 es registrado en la Sub-20 y en 2014 con Cruz Azul Jasso, continua su trayectoria en 2015 con Cruz Azul Premier. Debuta en primera división en un partido contra Club Deportivo Guadalajara donde disputa 45 minutos. Durante mediados del 2018, cedido por un año se desempeñó como lateral o volante por la banda Izquierda en el Club Universidad Nacional de la Primera División de México.

## Estadísticas
Actualizado al último partido jugado el 5 de febrero de 2022.
| C. D. Cruz Azul · México            |               |               |    |    |    |   |   |    |    |   |
| 1.ª                                 | 2015          | 1             | 0  | -  | -  | - | - | 1  | 0  |   |
| 1.ª                                 | 2015-16       | 3             | 0  | 6  | 0  | - | - | 9  | 0  |   |
| 1.ª                                 | 2016-17       | 11            | 1  | 8  | 1  | - | - | 19 | 2  |   |
| 1.ª                                 | 2017-18       | 4             | 0  | 3  | 0  | - | - | 7  | 0  |   |
| Total club                          | Total club    | 19            | 1  | 17 | 1  | 0 | 0 | 36 | 2  |   |
| UNAM · México                       |               |               |    |    |    |   |   |    |    |   |
| 1.ª                                 | 2018-19       | 6             | 0  | 2  | 0  | - | - | 8  | 0  |   |
| Total club                          | Total club    | 6             | 0  | 2  | 0  | 0 | 0 | 8  | 0  |   |
| Cruz Azul Hidalgo · México          |               |               |    |    |    |   |   |    |    |   |
| 3.ª                                 | 2019-20       | 14            | 4  | -  | -  | - | - | 14 | 4  |   |
| Total club                          | Total club    | 14            | 4  | 0  | 0  | 0 | 0 | 14 | 4  |   |
| Mineros · México                    |               |               |    |    |    |   |   |    |    |   |
| 2.ª                                 | 2020-21       | 26            | 1  | -  | -  | - | - | 26 | 1  |   |
| 2.ª                                 | 2021-22       | 13            | 1  | -  | -  | - | - | 13 | 1  |   |
| Total club                          | Total club    | 39            | 2  | 0  | 0  | 0 | 0 | 39 | 2  |   |
| Total carrera                       | Total carrera | Total carrera | 78 | 7  | 19 | 1 | 0 | 0  | 97 | 8 |
| (1)Incluye datos de la Copa México. |               |               |    |    |    |   |   |    |    |   |

- Datos: Q23007687